# Andrea Pollack
Andrea Pollack (Schwerin, Mecklenburg-Elő-Pomeránia, 1961. május 8. – Berlin, 2019. március 13.) háromszoros olimpiai bajnok német úszónő.

## Sportpályafutása
Andrea Pollack az 1976-os olimpián 200 méteres pillangóúszásban, valamint az NDK női váltócsapatának tagjaként a 4 × 100 m vegyes váltó tagjaként nyert aranyérmet, a 4 × 100 méteres gyorsváltóval pedig ezüstérmet. Négy évvel később, az 1980-as moszkvai olimpián az NDK 4 × 100 méteres vegyes váltójával újabb aranyérmet nyert, 100 méteres pillangóúszásban pedig ezüstérmes lett. Az 1978-as úszó-világbajnokságon a 4 × 100 méteres vegyes váltóval ezüstérmes lett, 200 méteres pillangóúszásban pedig bronzérmes. Ebben a számban az évben kétszer is megdöntötte a világrekordot. Egész pályafutása során az SC Dynamo Berlin tagja volt.

### Rekordjai
100 m pillangó
- 59,46 (1978. július 3., Kelet-Berlin) világcsúcs[3]

200 m pillangó
- 2:11,20 (1978. április 9., Leningrád) világcsúcs[4]
- 2:09,87 (1978. július 4., Kelet-Berlin) világcsúcs[5]

### A keletnémet sportolók doppingbotránya
1998-ban több korábbi keletnémet úszóval együtt, nyilvánosságra hozta korábbi edzőik és az orvosok elleni vádakat, miszerint azok szisztematikusan doppingolták a versenyzőiket. Elmondása szerint rendszeresen kellett szednie különböző tablettákat és különféle vitaminokat, valamint injekciókat is kapott. A válogatott orvosai szerint ezek mindössze vitamintabletták, illetve injekciók voltak, valamint az edzésprogram részeként kapták őket a sportolók. Ez magyarázatot ad a kelet-német sportolónők és személy szerint Pollack akkori kevésbé nőies, izmos testalkatára is.

## Kitüntetése
- 1976: Hazafias Rend ezüstfokozat[9]
- 1980: Hazafias Rend aranyfokozat